# De hundra blommorna
De hundra blommorna (förenklad kinesiska: 百花运动; traditionell kinesiska: 百花運動; pinyin: Bǎihuā yùndòng) eller låt hundra blommor blomma är benämningen på en period i Kinas historia som inföll mellan 1956 och 1957, under vilken det styrande kommunistpartiet uppmanade kineserna att öppet uttrycka vad de tyckte om regimen. Detta gjordes samtidigt som man citerade Mao Zedong: Policyn att låta hundra blommor blomma och hundra skolbildningar disputera är menad att främja konstens och vetenskapens framsteg. Efter en kort period av frispråkighet så hade kritiken växt sig så stor att regimen med Mao i spetsen drastiskt bytte kurs. 1957 beordrade regimen bland annat sina ämbetsmän att ange 5 procent av sina anställda som högeravvikare, vilka sedan fängslades eller förvisades till landsbygden.
Det har diskuterats huruvida målet var att locka fram regimkritikerna för att fängsla dem eller om de hundratusentals fängslanden som gjordes berodde på att kritiken blev kraftigare än vad regimen hade väntat sig. Några författare som stöder tesen att det var planerat från början är Clive James och Jung Chang, vilka menar att det var en genomgående trend att fängsla oliktänkande. Å andra sidan uttryckte Maos husläkare Li Zhisui att kampanjen var en chansning där regimen räknade med att oppositionen samt rebeller som Hu Feng skulle vara tystade permanent och att de kritiker som yttrade sig skulle rikta sin kritik mot de områden som Mao själv ville reformera.